# G-Police
G-Police est un jeu vidéo de combat spatial développé et édité par Psygnosis, sorti en 1997 sur PlayStation et Windows. Il a eu une suite en 1999, G-Police: Weapons of Justice.

## Synopsis
Au milieu du XXIe siècle, la Terre connaît une grave pénurie de matières premières. Les différentes nations décident de partir à la conquête des ressources du système solaire. S'ensuit une terrible guerre entre grands ensembles nationaux pour le contrôle des colonies, dont l'issue amènera au démantèlement de toutes les armées et milices et la dissolution de tous les gouvernements par les multinationales. Après la reconstruction, le gouvernement de la terre unie est autorisé (par les multinationales) à créer la force de police du gouvernement, les G-Police. Équipés de matériel terrestre et d'hélicoptères de combat Havoc, leur but est de maintenir l'ordre dans le système solaire.
2097 : Slater, pilote de Havoc et vétéran de la guerre, s'engage dans les G-Police de la colonie de Callisto afin de découvrir la vérité sur la mort de sa sœur, survenue quelques semaines plus tôt. Méfiant, Slater devra trouver des alliés au sein des G-Police, tout en luttant contre les gangs et en surveillant les activités de Nanosoft et Krakov, les deux grandes corporations de Callisto.

## Système de jeu
Le jeu se compose de 35 niveaux, correspondant à diverses missions (maintien de l'ordre, escortes, opérations commando, assauts militaires…). Le joueur les parcourt aux commandes de son Havoc, une évolution futuriste avec des moteurs a réaction des hélicoptères d'attaque. Le joueur ne quitte pas son Havoc, enchaînant les combats aériens et les attaques de véhicules au sol. L'armement standard se verra renforcé par de l'armement militaire plus puissant lorsque la situation l'exigera, à l'instar du Havoc en lui-même qui subira quelques modifications pour devenir le Venom.
La colonie de Callisto est divisée en plusieurs dômes, chacun ayant une fonction particulière (dôme résidentiel, agricole, minier…). Les missions permettent de parcourir les différents dômes, dont les accès sont verrouillés en fonction du scénario.
Au début de chaque mission, un briefing complet de la situation est assuré via un texte lu et transcrit sur un téléscripteur, illustré par les images des véhicules et vaisseaux que Slater rencontrera. Une présentation des armes suit, présentant leurs caractéristiques et leur quantité disponible. À la fin de chaque mission, un récapitulatif des objectifs prioritaires et des objectifs secondaires résolus ou non est affiché. On y trouve également le nombre de vaisseaux abattus, le nombre de civils tués et le pourcentage de frappes (le pourcentage de tirs réussis). Suit un débriefing sur téléscripteur présentant sommairement la situation à l'issue de la mission.
Chaque groupe de cinq missions est encadré par une introduction et un final sous forme de cinématiques. L'introduction est à la première personne et donne la situation globale des affrontements dans la colonie ainsi que le briefing de la prochaine mission par le capitaine. Le final montre l'avancement de l'enquête que mène Slater avec ses commentaires sur la situation.

## Accueil
- EGM 6.6/10 • GameSpot 5.8/10 • IGN 8.5/10

## Postérité
En 2018, la rédaction du site Den of Geek mentionne le jeu en 13e position d'un top 60 des jeux PlayStation sous-estimés : « Vraie démonstration technique sur PlayStation, G-Police était un des titres les plus impressionnants sur la machine en son temps. »

## À noter
Le jeu a été réédité sur PlayStation 3 et PlayStation Portable en 2007 via le PlayStation Network.